# Jeffrey Scott Grob
Jeffrey Scott Grob (Cross Plains, 19 de março de 1961) é um prelado católico americano que foi nomeado Arcebispo de Milwaukee em 2024. Anteriormente, ele serviu como bispo auxiliar da Arquidiocese de Chicago de 2020 a 2024.

## Biografia

### Vida pregressa
Jeffrey Grob nasceu em 19 de março de 1961, em Cross Plains, Wisconsin, filho de Gerald Grob e Bonnie (Meinholz) Grob, ambos produtores de leite. Ele frequentou a Escola Saint Francis Xavier em Cross Plains. Depois de decidir entrar para o sacerdócio, Grob frequentou o Seminário Holy Name High School em Madison, Wisconsin.
Grob então entrou no Seminário Saint Meinrad em St. Meinrad, Indiana, e então concluiu sua graduação no Pontifical College Josephinum em Ohio. Ele recebeu o título de Bacharel em Estudos Religiosos do Josephinum em 1988. Grob frequentou a Universidade Saint Paul em Minnesota por um ano, e então continuou seus estudos no Seminário Mundelein em Mundelein, Illinois. Grob recebeu o título de Mestre em Divindade em 1992.

### Sacerdócio
Em 23 de maio de 1992, Grob foi ordenado sacerdote pela Arquidiocese de Chicago pelo Cardeal Joseph Louis Bernardin na Catedral do Santo Nome em Chicago.
Após sua ordenação, a arquidiocese designou Grob como pastor residente e assistente na Paróquia Sts. Faith, Hope and Charity em Winnetka, Illinois . Em 1994, ele assumiu a responsabilidade adicional de chanceler assistente da arquidiocese. Grob obteve uma licenciatura em Teologia Sagrada em 1999 pelo Seminário Mundelein.
Após receber sua licenciatura, Grob deixou Winnetka para estudar na Saint Paul University em Ottawa, Ontário . Nos fins de semana, ele desempenhava funções pastorais na Paróquia de St. Basil em Ottawa. Grob recebeu uma licenciatura em Direito Canônico em 2000 pela Saint Paul. Sua tese de doutorado foi um estudo comparativo das versões de 1614 e 1998 do rito do exorcismo..
Depois que Grob retornou a Chicago, o cardeal Francis Eugene George o nomeou juiz do tribunal de apelações arquidiocesano em 2003. Ele recebeu sua primeira nomeação como pastor em 2005 na Paróquia de St. Anne em Hazel Crest, Illinois.
Grob logo retornou a Ottawa; ele recebeu um título de Doutor em Direito Canônico pela Universidade St. Paul em 2007 e um título de Doutor em Filosofia pela Universidade de Ottawa. De volta a Chicago em 2008, o Cardeal George o nomeou pastor da Paróquia St. Celestine em Elmwood Park, Illinois e reitor do Deanery IV-D. Em 2015, o Cardeal Blase Joseph Cupich nomeou Grob como vigário judicial da arquidiocese. Em 2017, ele foi elevado a chanceler.

### Bispo Auxiliar de Chicago
O Papa Francisco nomeou Grob como bispo auxiliar de Chicago e bispo titular de Abora em 11 de setembro de 2020. Em 13 de novembro de 2020, Grob foi consagrado na Catedral do Santo Nome em Chicago por Cupich, com os bispos auxiliares John R. Manz e Joseph N. Perry servindo como co-consagradores.

### Arcebispo de Milwaukee
Em 4 de novembro de 2024, o Papa Francisco nomeou Grob como Arcebispo de Milwaukee , para suceder o Arcebispo Jerome Listecki.Sua posse está prevista para 14 de janeiro de 2025.